# Rudolf Lidl
Rudolf Lidl (Linz, 26 de agosto de 1948) é um matemático austríaco especializado em álgebra.
Lidl estudou matemática na Universidade de Viena a partir de 1966, onde obteve um doutorado em 1970, orientado por Wilfried Nöbauer, com a tese "Über Permutationspolynome in mehreren Unbestimmten". Depois foi assistente, desde 1973 docente e em 1975 professor associado na Universidade Técnica de Viena. Em 1976 tornou-se professor na Universidade da Tasmânia em Hobart e Launceston na ilha da Tasmânia. Em 1993 tornou-se vice-reitor da universidade.
Com Harald Niederreiter escreveu alguns trabalhos padrão sobre corpos finitos.

## Obras
- com Günter Pilz:. Applied Abstract Algebra, Undergraduate Texts in Mathematics, Springer, 2. Edição 1998
- com Harald Niederreiter: Finite Fields, Encyclopedia of Mathematics and Its Applications Vol. 20, Addison-Wesley 1983 (também traduzido para o russo); 2nd ed., Cambridge University Press 1997
- com Harald Niederreiter: Introduction to Finite Fields and Their Applications, Cambridge University Press 1986; revised ed., Cambridge University Press 1994
- Algebra für Naturwissenschaftler und Ingenieure, Sammlung Göschen, De Gruyter 1975